# Meryta pauciflora
Meryta pauciflora är en araliaväxtart som beskrevs av William Botting Hemsley och Thomas Frederic Cheeseman. Meryta pauciflora ingår i släktet Meryta och familjen Araliaceae. Inga underarter finns listade.